# 清水茜
清水茜（日语：／ Shimizu Akane）（1994年1月28日—），日本漫畫家。出身於東京都。

## 來歷
畢業於漫畫專門學校日本漫畫塾專門養成科系（第13期）。2014年以短篇「細胞的故事」獲得第27屆少年天狼星新人獎大獎，之後刊登在講談社發行雜誌《月刊少年天狼星》2014年5月號並正式出道。
次年2015年連載化，更名為《工作細胞》，從2015年3月號開始連載至2021年3月號。
《工作細胞》連載中兼任外傳作品的監修。曾經表示自己與醫學相關領域無關，會連載《工作細胞》的原因，是因為妹妹正在學習細胞相關的知識，並建議畫成漫畫會很容易記住，於是就去畫了出來。
2018年12月，將「保疾伏」的研究內容畫成漫畫，從由朝日新聞社向諾貝爾醫學獎該年度得獎人本庶佑得到了許可。

## 作品列表

### 漫畫
東立出版社代理中文版用粗體字表示。

#### 連載
- 工作細胞（《月刊少年天狼星》2015年3月號－2021年3月號，全6冊）

#### 監修
- 工作細菌[[[Wikipedia:格式手册/链接#章節|錨點失效]]]（漫畫：吉田春幸，全7冊）
  - 工作細胞Neo（漫畫：吉田春幸，全1冊）
- 不工作細胞（漫畫：杉本萌，全5冊）
- 工作細胞BLACK（原作：原田重光、漫畫：初嘉屋一生，全8冊）
- 工作細胞想交朋友（原作：黑野神奈、漫畫：和泉美緒，全6冊）
- 工作血小板（原作：柿原優子、漫畫：Yasu（日语：ヤス (イラストレーター)），全4冊）
- 工作細胞BABY（作畫：福田泰宏，全4冊）
- 工作細胞LADY（作畫：原田重光，已出版4冊／截至2022年5月）
- 工作細胞WHITE（作畫：蟹江鐵史，已出版3冊／截至2022年3月）
- 非法工作細胞（原作：、作畫：次恒一[8]，已出版1冊／截至2022年6月）

### 插圖
- 小說 工作細胞（原作：清水茜、著：時海結以（日语：時海結以），已出版3冊／截至2020年5月）
- 工作細胞（小說，原作：清水茜、著：時海結以，已出版1冊／截至2021年1月）
- 三國志大戰（第2期，SEGA Interactive（日语：セガ・インタラクティブ））

### 其它
- 工作細胞公式漫迷手冊[注 1]（監修：天狼星編輯部、編輯：講談社，全1冊）
- 簡單易懂！「工作細胞」細胞教科書（編輯：講談社，全1冊）

## 外部連結
- 工作細胞｜月刊少年天狼星 （页面存档备份，存于） （日語）
- 『工作細胞』官方的X（前Twitter） （日語）